# Musikjahr 1438
Liste der Musikjahre

◄◄ | ◄ | 1434 | 1435 | 1436 | 1437 | Musikjahr 1438

Weitere Ereignisse
Dieser Artikel behandelt das Musikjahr 1438.

## Ereignisse

### Heiliges Römisches Reich

#### Alte Eidgenossenschaft
- Der Dichter und Musiker Heinrich Laufenberg, der 1421 capellanus and viceplebanus in Freiburg war und hier 1424 ein Haus gekauft hat, ist 1433 und 1434 als Dekan des St. Mauritius-Chorherrenstift in Rupperswil bei Zofingen nachweisbar und hat sich mindestens bis 1438 in Zofingen aufgehalten.[1] Seine Abwesenheit von seiner Pfründe am Freiburger Münster von 1436 bis 1438 ist dokumentiert.[2]

#### Herzogtum Österreich
- Der Orgelbauer Jörg Beheim, der von 1391 bis 1412 eine neue Orgel im Stephansdom gebaut hat, ist bis mindestens 1438 in Wien tätig.[3]
- Die Konten des Klosters Klosterneuburg bei Wien verzeichnen in den Jahren 1438 und 1442 Ausgaben für ein Clavichord („pro Clavicordio“).[4]

#### Herzogtum Savoyen
- Der franko-flämische Komponist, Sänger und Musiktheoretiker Guillaume Dufay, der bereits in den Jahren 1433 bis 1435 für Herzog Amadeus VIII. von Savoyen in Chambéry als maistre de chapelle (Kapellmeister) gearbeitet hatte und von 1435 bis Mai 1437 in der päpstlichen Kapelle in Rom tätig war, begibt sich wieder nach Savoyen.[5][6] Im April 1438 ernennt das Cambraier Kathedralkapitel Dufay und Robert Auclou zu ihren Repräsentanten beim Konzil von Basel (1431–1449).[5] Dufay scheint aber gleichzeitig der savoyischen Hofkapelle vorgestanden zu haben. Im Mai 1438 erhält er vom Kapitel der Kirche St. Donatian in Brügge – wahrscheinlich auf Druck des neuen Propstes, Bischof Johann von Burgund – die Kanonikerwürde, die Eugen IV. 1431 für ihn erbeten hatte.[5]
- Der französische Autor und Kleriker Martin Le Franc ist 1438 für Herzog Amadeus VIII. von Savoyen tätig. „Mit Jean Servion und Pierre Héronchel“ arbeitet „er an einer französischen Bibelübersetzung für den Hof“.[7]
- Adamo Grand, der auch Magister Adam genannt wird, ist von 1433 bis 1438 Leiter der Chorknaben am Savoyer Hof.[8][9]

#### Kurfürstentum Sachsen
- Der deutsche Inkunabeldrucker Ulrich Han, der 1476 das musikgeschichtlich bedeutsame Missale Romanum drucken wird, immatrikuliert sich in den Jahren 1438 und 1443/44 an der Universität Leipzig.[10][11]

#### Kurpfalz
- Der Orgelbauer Liebing Sweys erstellt um 1438 ein Gutachten für die Barfüßerkirche in Oppenheim.[12][13]

### Herzogtum Burgund
- Nach den Angaben eines gewissen Guillaume Benoit ist Gilles Binchois am burgundischen Hof Philipps des Guten im Jahr 1427 schon ein Begriff. Weil aber die Gehaltslisten von 1419 bis 1436 fehlen, ist nicht genau bekannt, ab welchem Jahr er tatsächlich der burgundischen Hofkapelle beitritt, um ihr bis 1452 aktiv anzugehören. Der früheste Beleg für seinen dortigen Dienst stellt erst seine Motette Nove cantum melodie dar, komponiert zur Taufe von Anthoine von Burgund, dem Sohn Philipps des Guten und Isabellas von Portugal am 18. Januar 1431.[14] Am 7. Januar 1438 nimmt Binchois in Brügge an der Wahl von Jean von Burgund, dem Stiefbruder Philipps des Guten, zum Propst von St. Donatian teil. Am 29. Mai 1438 wird er vom burgundischen Hof für sein geistliches Werk Passions en nouvelle maniere bezahlt, das er für die Hofkapelle komponiert hat.[14]
- Der flämische Arzt, Astronom und Musiktheoretiker Henri Arnaut de Zwolle, der in Dijon als Leibarzt und Astrologe Philipps des Guten tätig ist, verfasst zwischen etwa 1438 und 1446 die früheste Abhandlung, in der der Bau von Cembalos, Clavichords, Orgeln und Lauten detailliert beschrieben wird.[15]

### Italienische Staaten

#### Kirchenstaat
- Der Komponist Guillaume Malbecque ist von November 1431 bis 1438 Mitglied der päpstlichen Kapelle von Papst Eugen IV.[16][17]

#### Republik Florenz
- Unter der Ägide von Cosimo de’ Medici werden „1438 in der Kathedrale und im Baptisterium von Florenz die ersten Musikkapellen nach dem Vorbild Nordeuropas gegründet. Er“ ist „offenbar auch für die Auswahl der damals engagierten Musiker verantwortlich“.[18] Die Sänger sollen an Sonn- und Feiertagen an Santa Maria del Fiore die Vesper und an San Giovanni die Messe singen.[19][20]
- 04. Dezember: Der Komponist Benoit und zwei weitere Sänger werden von Cosimo de’ Medici in Ferrara beim dortigen Konziltreffen als Sänger rekrutiert. Benoit wird 1439 Kapellmeister und bleibt bis 1448 in Florenz.[21][20]
- Der französische Komponist Beltrame Feragut wird zusammen mit anderen Sängern aus Ferrara für die kürzlich wiedergeweihte Kathedrale von Florenz angeworben. Dies geht aus einer Zahlung vom 9. Dezember 1438 an „Frater Beltramus“ vom Orden des Heiligen Augustinus hervor.[22]

#### Republik Venedig
- Der Orgelbauer Bernardo di Giovanni Ambelga d’Alemagna gründet 1438 in Padua zusammen mit Nicolò di Fiorino ein Unternehmen, um „organa et alia instrumenta ad pulsandum“ (deutsch: Orgeln und andere Schlaginstrumente) zu bauen.[23]
- Der Komponist und Sänger Ray de Lantins wirkt möglicherweise vom 2. Februar 1438 bis zum 25. Dezember 1439 an der Kathedrale von Treviso, sofern er mit einem Reynaldus Tenorista identisch ist.[24][25]

#### Signoria d’Este
- Der italienischer Humanist, Schriftsteller, Mathematiker, Architekt, Kunst- und Architekturtheoretiker Leon Battista Alberti hält sich 1438/1439 im Gefolge des Papstes in Ferrara auf.[26]
- Der Orgelbauer Giacomo Guidini da Regio installiert 1438 eine Orgel in Modena.[27]

### Königreich England
- Der englische Komponist John Dunstable ist vermutlich seit 1427 canonicus und musicus in Diensten des Herzogs von Bedford, der nach dem Tod seines Bruders, König Heinrichs V., von 1422 bis 1435 Regent von Frankreich ist. Die Schenkung von Ländereien in der Normandie an Dunstable, die erste davon im Jahr 1437, ist der einzige indirekte Beleg dafür, dass der Komponist für den Herzog tätig ist. Gleichzeitig dürfte er von 1427 bis 1436 auch im Dienste der Königin Johanna von Navarra gestanden haben[28] und anschließend bei Herzog Humphrey von Gloucester (um 1438) angestellt gewesen sein. Ein Dokument vom 5. Juli 1438 bezeichnet ihn als „serviteur et familier domestique de Onfroy Duc de Gloucestre“.[29][30]
- Der Komponist John Plummer ist von etwa 1438 bis 1467 unter Heinrich VI. und Eduard IV. (1461–1483) gentleman der Royal Household Chapel in London.[31][32]
- Der englische Komponist und Musiktheoretiker Leonel Power, der 1423 und 1441 bis 1445 in Zusammenhang mit der Kathedrale von Canterbury nachgewiesen ist[33] und wahrscheinlich hier die Sängerknaben unterrichtet hat, wird am 20. September 1438 als ‚Lionel Power von Canterbury Esquire‘ in einem Dokument genannt, das sich mit der Freistellung eines gewissen Thomas Ragoun befasst.[34]
- Bei dem Komponisten W. Typp handelt es sich entweder um den Präzentor der Chorstiftung der Kollegiatkirche von Fotheringhay Castle im Jahr 1438 oder um einen fellow des Corpus Christi College in Cambridge, der dort von 1408 bis 1414 wirkte.[35][36]
- Der französische Komponist Robinet, der 1422 Chorknabe in Beauvais war, wird 1438 in Rouen zum Priester geweiht.[37]

### Königreich Portugal
- König Eduard I. von Portugal erlässt zwischen 1433 und 1438 Vorschriften für die königlichen Kapelle, die vorschreiben, dass die Kapelle vier bis sechs Sängerknaben haben sollte, die neben geistlicher Musik auch Hofmusik machen.[38]

## Kompositionen und Schriften
- Gilles Binchois – Passions en nouvelle maniere (1438, geistliches Werk)[14]
- Guillaume Dufay
  - Magnanime gentis/Nexus amictie/Hec est vera fraternitas zu drei Stimmen (1438, Motette anlässlich des Friedensvertrages zwischen Ludwig von Savoyen, Fürst von Piemont und seinem Bruder Robert, Graf von Genf am 3. Mai 1438 in Bern)[5]
  - Juvenis qui puellam zu drei Stimmen (nach 1438)[5]
- Oswald von Wolkenstein – Mich fragt ein ritter angevar[39]

## Gestorben

### Todesdatum gesichert
- 14. September: Georgius a Brugis, Komponist (* unbekannt)[40][41]

### Genaues Todesdatum unbekannt
- Simone Prodenzani, italienischer Dichter (* 1351)[42][43]
- Petrus Rubeus, Adliger und musiktheoretischen Gesprächspartner von Giorgio Anselmi (* 1374)[44]
- Johannes van Tourhout, Sänger der Liebfrauenkirche in Antwerpen (* unbekannt)[45]

### Gestorben nach 1438
- Muskatblüt, deutscher Dichter und erster Vertreter des Meistersanges (* um 1390)